# Cours, Jimmy, cours
Cours, Jimmy, cours (titre original : Sometimes They Come Back) est une nouvelle de Stephen King qui fait partie du recueil Danse macabre publié le 11 mai 1978. Elle est parue pour la première fois en 1974 dans le magazine Cavalier.

## Résumé
Jim Norman est engagé comme professeur d'anglais dans un lycée. Il est régulièrement hanté par un cauchemar dans lequel il revit la mort de son frère Wayne. Alors que Jim avait neuf ans et Wayne douze, ils ont été attaqués par trois voyous et Wayne a été poignardé à mort en couvrant la fuite de son frère. Jim est satisfait de son nouveau poste et est heureux en couple avec sa femme Sally. Après les vacances de Noël, il apprend la mort de l'un de ses élèves. Il est remplacé dans son cours par un nouvel étudiant qui est le sosie de l'un des voyous ayant tué son frère. Deux autres élèves de la classe de Jim disparaissent à leur tour et sont remplacés par les deux autres voyous qui hantent ses rêves.
Terrifié, Jim se renseigne sur les trois voyous et apprend qu'ils sont morts dans un accident de voiture quelques mois après l'assassinat de Wayne. Lors d'une confrontation avec l'un de ses nouveaux élèves, Jim a la confirmation que tous trois sont bien revenus des morts et comptent en finir avec lui. Sally est tuée peu après. Jim étudie un traité de démonologie et conclut un pacte avec un démon en lui sacrifiant ses deux index. Lorsque les trois voyous viennent au rendez-vous qu'il leur a donné, ils sont tous trois consumés par le démon, qui a pris l'apparence de Wayne. Avant de disparaitre, le démon avertit Jim qu'il reviendra et l'enseignant en vient à penser que son cauchemar n'est peut-être pas terminé.

## Genèse
Stephen King a vendu la nouvelle en 1973 au magazine masculin Cavalier pour 500 $, la plus forte somme qu'un récit lui ait rapporté jusqu'alors, et le récit a été publié dans le numéro de mars 1974 du magazine.

## Adaptations
Cours, Jimmy, cours a été adapté à la télévision en 1991 sous le titre Vengeance diabolique, téléfilm réalisé par Tom McLoughlin, avec Tim Matheson dans le rôle de Jim Norman.